# Punt d’En Vulpera/Tarasp
Die Punt d’En Vulpera/Tarasp ([ˌpʊntˈdeːn]ⓘ, rätoromanisch im Idiom Vallader für «Innbrücke Vulpera/Tarasp») ist eine Hochbrücke im bündnerischen Unterengadin, die am 10. Oktober 2010 für den Verkehr freigegeben wurde. Sie verbindet die Engadinerstrasse mit dem zu Scuol gehörenden Kurort Vulpera und überspannt dabei den Inn. Notwendig wurde die Brücke, da die kurvenreiche und unübersichtliche alte Verbindungsstrasse von Nairs nach Vulpera insbesondere im Winter nicht mehr den Sicherheitsanforderungen entsprach.
Die 236 m lange und 9,30 m breite Brücke führt etwa 50 m über dem Fluss mit einer Steigung von 5 % bis 7,5 % von der Engadinerstrasse zu der höher gelegenen Strasse nach Vulpera/Tarasp. Sie hat zwei 3 m breite Fahrstreifen, einen 1,50 m breiten Gehweg an der östlichen Seite und ein 1,00 m breites Bankett.
Ihr Überbau besteht aus einem 4 m breiten, gevouteten Hohlkasten aus Spannbeton mit einer auskragenden Fahrbahnplatte. Seine Feldlängen betragen 59 + 104 + 73 m. Der Träger wurde im Freivorbau bis zu 52 m beiderseits der Pfeiler ausgeführt; die restlichen 7 bzw. 21 m wurden mit einem konventionellen Lehrgerüst erstellt, das an den bereits gebauten Träger angehängt und an dem Widerlager abgestützt wurde. Die beiden leicht taillierten Stahlbetonpfeiler sind 57,50 bzw. 43,50 m hoch. Der nördliche, in einem labilen bis instabilen steilen Hang stehende Pfeiler wurde in einem 18 m tiefen, verschieblichen Schachtzylinder gegründet.
Die Innbrücke wurde zwischen 2007 und 2010 erstellt. Die Baukosten beliefen sich auf 15,9 Millionen Schweizer Franken, womit die Brücke das größte Infrastrukturprojekt des Unterengadins seit dem Bau des Vereinatunnels darstellt. 